# マルチェロ・フォンダート
マルチェロ・フォンダート（Marcello Fondato、1924年1月8日 - 2008年11月13日）は、イタリアの脚本家、映画監督である。「イタリア式コメディ」の脚本家として知られる。日本で公開された作品はマカロニ・ウェスタン、ホラー等が多い。

## 来歴・人物
1924年1月8日、イタリアのローマで生まれる。
1958年、ルイジ・コメンチーニ監督のコメディ映画『Mogli pericolose』の脚本に参加してデビュー、以来コメンチーニ監督作品の集団執筆に関わることが多く、『みんな帰ろう』（1960年）、『ブーベの恋人』（1963年）がその代表作である。また撮影監督から転向したマリオ・バーヴァ監督の作品にも関わる。1970年代にはバッド・スペンサーものの脚本に参加、ミケーレ・ルーポ監督の『E.T.と警官』（1979年）がその代表作。
1968年、『I Protagonisti』で映画監督としてデビュー、第21回カンヌ国際映画祭コンペティション部門で上映された。7本の監督作があり、バッド・スペンサーものも2本撮っている。監督作の大半はフランチェスコ・スカルダマーリャと共同で脚本を執筆し、音楽はグイド&マウリツィオ・デ・アンジェリスと決まっている。1980年代後半から1990年代にかけてはテレビ映画の演出も手がけた。
ここ10年ほど作品が発表されていなかったが、2008年11月13日にサン・フェリーチェ・チルチェーオで死去。

## おもなフィルモグラフィ
クレジット以外は基本的に脚本のみ
- Mogli pericolose 1958年 監督ルイジ・コメンチーニ、音楽フェリーチェ・モンタニーニ、主演シルヴァ・コシナ ※脚本デビュー作
- 最後の歌 L'ultima canzone 1958年 監督ピーノ・メルカンティ、共同脚本サルヴァトーレ・アラビソ、ルイージ・エマヌエーレ、音楽カルロ・イノチェンツィ、主演マドレーネ・フィッシャー
- Tempi duri per i vampiri 1959年 監督・共同脚本ステーノ、共同脚本エドアルド・アントン、マリオ・チェッキ・ゴーリ、サンドロ・コンティネンツァ、レナート・ラスチェル、ディーノ・ヴェルデ
- みんな帰ろう Tutti a casa 1960年 監督・共同脚本ルイジ・コメンチーニ、共同脚本アージェ＝スカルペッリ、音楽アンジェロ・フランチェスコ・ラヴァニーノ、出演アルベルト・ソルディ、セルジュ・レジアーニ
- I due marescialli 1962年 監督・共同脚本セルジオ・コルブッチ、原案アントニオ・デ・クルティス、共同脚本ウーゴ・グエッラ、サンドロ・コンティネンツァ、ジョヴァンニ・グリマルディ、音楽ピエロ・ピッチオーニ、主演トト、ヴィットリオ・デ・シーカ
- モデル連続殺人! Sei donne per l'assassino 1963年 監督・製作マリオ・バーヴァ、音楽カルロ・ルスティケッリ、主演エヴァ・バルトーク
- 墓標には墓標を El Sabor de la venganza 1963年 監督・共同脚本ホアキン・ルイス・ロメロ・マルチェント、音楽リズ・オルトラーニ、主演リチャード・ハリソン
- ブラック・サバス / 恐怖! 三つの顔 I Tre volti della paura 1963年 監督・共同脚本マリオ・バーヴァ、音楽ロベルト・ニコロッシ、主演ボリス・カーロフ
- Il fornaretto di Venezia 1963年 監督・共同脚本ドゥッチョ・テッサリ、共同脚本フランチェスコ・ダッロンガーロ、音楽アルマンド・トロヴァヨーリ、主演ジャック・ペラン、ミシェル・モルガン、シルヴァ・コシナ
- ブーベの恋人 La Ragazza di Bube 1963年 監督・共同脚本ルイジ・コメンチーニ、音楽カルロ・ルスティケッリ、主演クラウディア・カルディナーレ、ジョージ・チャキリス ※第14回ベルリン国際映画祭コンペティション部門上映作品
- 優しくして、修道士様 Fatebenefratelli 1964年 監督・共同脚本ルイジ・コメンチーニ

オムニバス『愛してご免なさい』（Tre notti d'amore 、参加監督レナート・カステラーニ、ルイジ・コメンチーニ、フランコ・ロッシ）の一篇
- 世界の裏の裏 Mondo Balordo ドキュメンタリー 1964年 監督ロベルト・ビアンキ・モンテーロ、共同脚本エリオ・バルトリーニ、音楽コリョラッロ・ゴーリ、ニーノ・ロッソ、声の出演ボリス・カーロフ
- La bugiarda 1965年 監督・共同脚本ルイジ・コメンチーニ、共同脚本ディエゴ・ファブリ、音楽ベネデット・ギリア、主演カトリーヌ・スパーク
- 奴等は俺がやる Solo contro tutti 1965年 監督・共同脚本アントニオ・デル・アモ、音楽アンジェロ・フランチェスコ・ラヴァニーノ、主演クラウディオ・ウンダーリ（ロバート・ハンダー名義）
- Una giornata decisiva 1965年 監督・共同脚本ディーノ・リージ、共同脚本ルッジェーロ・マッカリ、主演ニーノ・マンフレディ、アルベルト・ソルディ

オムニバス『おとぼけ紳士録』（I complessi、参加監督フランコ・ロッシ、ルイジ・フィリッポ・ダミーコ）の一篇
- 夜は盗みのために La Notte è fatta per... rubare 1967年 監督ジョルジオ・カピターニ、音楽ピエロ・ウミリアーニ、主演カトリーヌ・スパーク

監督デビュー以降
- I Protagonisti 1968年 監督・原作・脚本 共同脚本エンニオ・フライアーノ、音楽ルイス・エンリケス・バカロフ、主演シルヴァ・コシナ、ジャン・ソレル ※監督デビュー作、第21回カンヌ国際映画祭コンペティション部門上映
- Certo, certissimo... anzi probabile 1969年 監督・原作・脚本 原作ダーチャ・マライーニ、音楽カルロ・ルスティケッリ、主演クラウディア・カルディナーレ、カトリーヌ・スパーク、ニーノ・カステルヌオーボ
- Ninì Tirabusciò: la donna che inventò la mossa 1970年 監督・脚本 音楽カルロ・ルスティケッリ、主演モニカ・ヴィッティ、ガストーネ・モスキン ※第21回ベルリン国際映画祭コンペティション部門上映
- Causa di divorzio 1971年 監督・脚本 音楽カルロ・ルスティケッリ、主演カトリーヌ・スパーク
- サンド・バギー / ドカンと3発 ...altrimenti ci arrabbiamo! 1973年 監督・原案・脚本 共同脚本フランチェスコ・スカルダマーリャ、音楽グイド&マウリツィオ・デ・アンジェリス、製作マリオ・チェッキ・ゴーリ、主演テレンス・ヒル、バッド・スペンサー
- A mezzanotte va la ronda del piacere 1975年 監督・脚本 共同脚本フランチェスコ・スカルダマーリャ、音楽グイド&マウリツィオ・デ・アンジェリス、主演クラウディア・カルディナーレ
- Charleston 1977年 監督・脚本 共同脚本フランチェスコ・スカルダマーリャ、音楽グイド&マウリツィオ・デ・アンジェリス、主演バッド・スペンサー
- E.T.と警官 Uno Sceriffo extraterrestre - poco extra e molto terrestre 1979年 監督ミケーレ・ルーポ、共同脚本フランチェスコ・スカルダマーリャ、音楽グイド&マウリツィオ・デ・アンジェリス、主演バッド・スペンサー
- Chissà perché... capitano tutte a me 1980年 監督ミケーレ・ルーポ、共同脚本フランチェスコ・スカルダマーリャ、音楽グイド&マウリツィオ・デ・アンジェリス、主演バッド・スペンサー
- Bomber 1982年 監督ミケーレ・ルーポ、共同脚本フランチェスコ・スカルダマーリャ、音楽グイド&マウリツィオ・デ・アンジェリス、主演バッド・スペンサー
- Superfantagenio 1986年 監督・共同脚本ブルーノ・コルブッチ、共同脚本エリザ・リヴィア・ブリガンティ、ダルダーノ・サチェッティ、マリオ・アメンドラ、スペンサー・ナイラン、音楽ファビオ・フリッジ、主演バッド・スペンサー